# CSM Bukareszt (piłka siatkowa kobiet)
CSM Bukareszt (rom. Clubul Sportiv Municipal București) – rumuński klub siatkarski kobiet, powstały w 2007 w Bukareszcie, sekcja klubu CSM Bukareszt. Klub występuje w rozgrywkach Divizia A1. W sezonie 2015/2016 klub odniósł sukces na arenie międzynarodowej wygrywając Puchar Challenge.

## Sukcesy
Mistrzostwo Rumunii:
- 2018
- 2017, 2019
- 2015, 2016

Puchar Challenge:
- 2016[1]

Memoriał Agaty Mróz-Olszewskiej:
- 2016

Puchar Rumunii:
- 2018

## Kadra

### Sezon 2018/2019
- 1.  Alexandra Sobo
- 2.  Adina Salaoru
- 3.  Iryna Truszkina
- 4.  Alexandra Partnoi
- 6.  Maret Balkestein-Grothues
- 7.  Kanami Tashiro
- 8.  An Saita
- 9.  Kotoe Inoue
- 10. Nicole Koolhaas
- 11. Adelina Budăi-Ungureanu
- 15. Tacciana Markiewicz
- 16. Nadija Kodoła
- 17. Naoko Hashimoto

### Sezon 2017/2018
- 1.  Ioana Baciu
- 2.  Jovana Brakočević
- 3.  Kryscina Michajlenka
- 5.  Sofia Medić
- 9.  Olivera Medić
- 10. Nicole Koolhaas
- 11. Andreea Ispas
- 12. Nikola Radosová
- 13. Noemi Signorile
- 15. Tacciana Markiewicz
- 17. Naoko Hashimoto
- 18. Suzana Ćebić
- 19. Iryna Truszkina

### Sezon 2016/2017
- 1.  Florentina-Georgiana Ivanciu
- 3.  Francesca Alupei
- 5.  Sofia Medić
- 6.  Ivana Luković
- 7.  Luna Carocci
- 8.  Adina-Maria Roșca
- 9.  Maria Dulău
- 10. Nicole Koolhaas
- 11. Alexia Căruțașu
- 12. Bernadett Dékány
- 13. Ariana Pirv
- 14. Alexandra-Alice Kapelovies
- 15. Andreea Ispas
- 16. Lucille Charuk
- 17. Jelena Alajbeg
- 18. Júlia Milovits
- 19. Nikola Radosová

### Sezon 2015/2016
- 1.  Florentina-Georgiana Ivanciu
- 3.  Roxana-Denisa Iosef-Bacșiș
- 4.  Diana-Lorena Balintoni-Tătaru
- 5.  Mihaela Ozun
- 6.  Jasna Majstorović
- 8.  Adina-Maria Roșca
- 10. Giulia Pincerato
- 11. Diana-Dora Cărbuneanu
- 12. Georgiana Faleş
- 13. Marija Karakaszewa
- 15. Laura Pihlajamäki
- 16. Jole Ruzzini
- 18. Tamara Sušić

### Sezon 2014/2015
- 1.  Claudia Gavrilescu
- 3.  Roxana-Denisa Iosef-Bacșiș
- 4.  Diana-Lorena Balintoni-Tătaru
- 5.  Ewa Janewa
- 6.  Jasna Majstorović
- 7.  Ana Cristina Cazacu
- 8.  Krystle Esdelle
- 9.  Luminița Trombițaș
- 11. Nataša Šiljković
- 12. Georgiana Faleș
- 13. Kremena Kamenowa
- 14. Karla Klarić
- 15. Ana Tiemi
- 16. Marina Vujović